# Peachland (Columbia Británica)
Peachland es un municipio distrital canadiense situado en la provincia de Columbia Británica.

## Superficie
Peachland tiene una superficie de 16,1 km².

## Demografía
En 2021, tenía 5789 habitantes, una densidad poblacional de 359,6 hab./km², y 2936 viviendas.